# 馮文偉
馮文偉（？—？），號介汾，浙江宁波府慈溪縣人，明末清初政治人物。

## 生平
崇禎九年（1636年）丙子科浙江鄉試第六十四名舉人，崇禎十年（1637年）丁丑科會試六十二名，二甲二十一名進士。礼部观政，十一年二月授刑部广东司主事，管漕运理刑，十二年升广西司员外，十三年升扬州知府，十四年回籍，十六年考察。

## 家族
曾祖馮禾，庠生；祖馮世泰，廪监光禄署丞；父冯骅，庠生贈主事。